# Marine de la république démocratique du Congo
La Marine nationale est la composante maritime des Forces armées de la république démocratique du Congo (FARDC). C'est une Marine fluviale. Elle est commandée depuis le 17 octobre 2022 par le vice-amiral Albert Kuyandi Hemedi Lukombo.

## Histoire
L'ordonnance no 70/295 du 9 novembre 1970 a fixé l'organisation de la Garde côtière, fluviale et lacustre, après avoir été créée par l'ordonnance-loi 70/060 du même jour. Une garde-côte avait son siège à Banana, la Garde fluviale à Kinshasa et la garde lacustre à Kalemie. Cependant, cinq ans plus tard, l'organisation devint la Force navale zaïroise.
Avant la chute de Mobutu Sese Seko, le Zaïre a opéré une petit marine sur le fleuve Congo avec quelques installations sur la côte atlantique. Elle se composait de 1 300 personnes, dont 600 marines. L'une de ses installations est située dans le village de N'dangi près de la résidence présidentielle à Gbadolite. Le port de N'dangi a été la base de plusieurs bateaux de patrouille, des hélicoptères et du yacht présidentiel,.
L'édition de Jane's Sentinel 2000 décrit la Marine comme étant "dans un état de désarroi quasi total" et déclarait qu'elle ne dispensait d'aucune formation ni ne disposait de procédures opérationnelles. La marine congolaise partage les mêmes problèmes de discipline que les autres services. Elle a été initialement placée sous le commandement du Mouvement de libération du Congo au début de la transition : la situation actuelle est incertaine.
La Marine congolaise a participé à un exercice supervisé par les troupes de l' US Navy en 2010 sur le lac Tanganyika, pour vérifier qu'elle répondait aux normes de l' Union africaine.
Durant le conflit de Dongo dans le nord-ouest de la RDC, un certain nombre de membres de la marine ont fui vers la République du Congo voisine en tant que réfugiés, avec de nombreux civils.

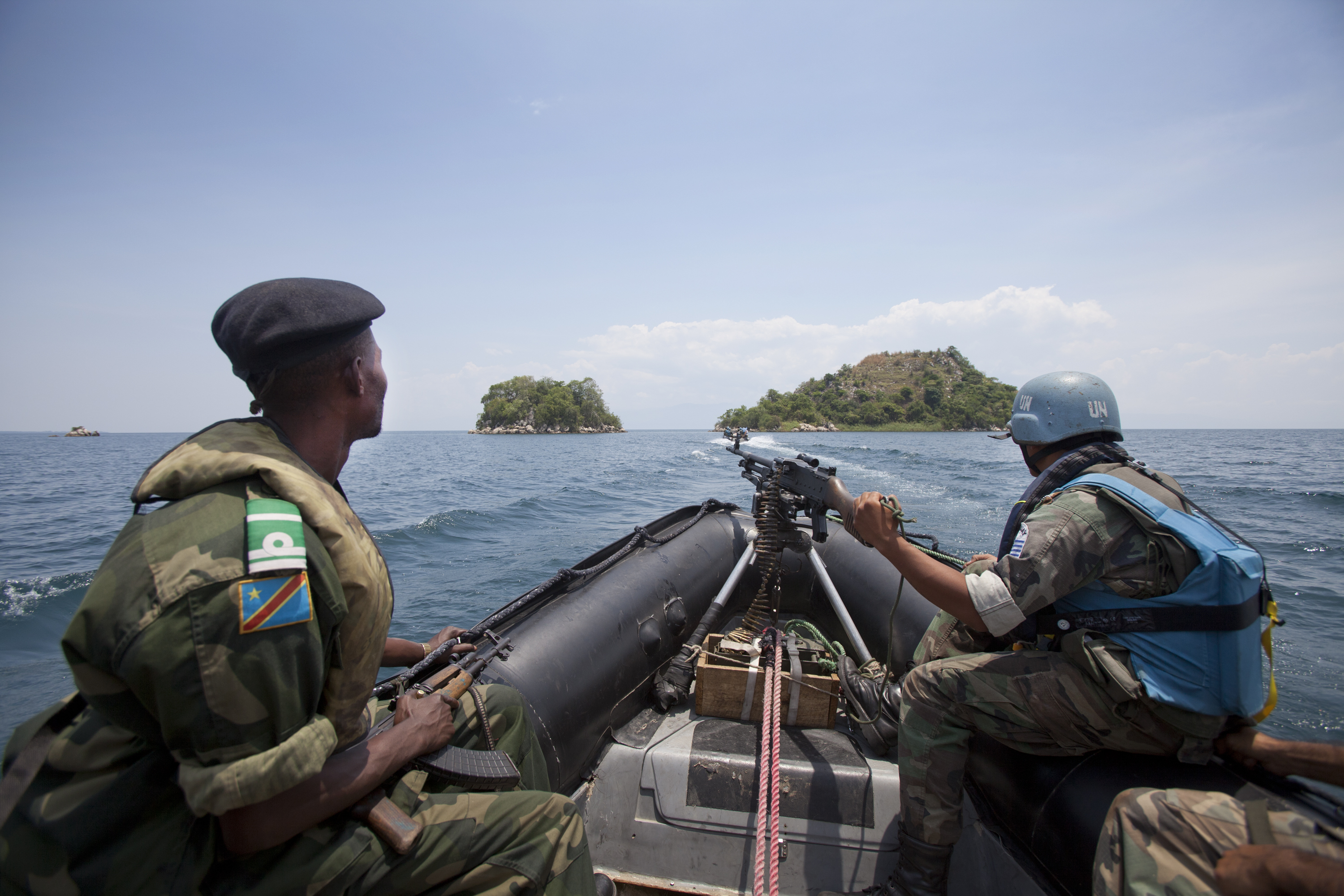
Un marin FARDC (à gauche) avec un soldat de la paix de la MONUSCO s'entraînant sur le lac Tanganyika. Le marin porte l'insigne de premier maître.

En septembre 2017, la marine congolaise a soutenu les opérations de l'armée contre une milice Maï-Maï et a coulé un bateau rebelle sur le lac Tanganyika.
Le 5 juillet 2018, la marine congolaise a mené une escarmouche contre la marine ougandaise dans le lac Édouard après que des navires ougandais ont attaqué des bateaux de pêche congolais. Plusieurs personnes ont été tuées dans les affrontements. Les forces navales du côté congolais étaient commandées par le major Jean Tsongo. La marine congolaise du lac Édouard est également chargée d'empêcher les rebelles ougandais d'entrer en RDC,,.

## Organisation

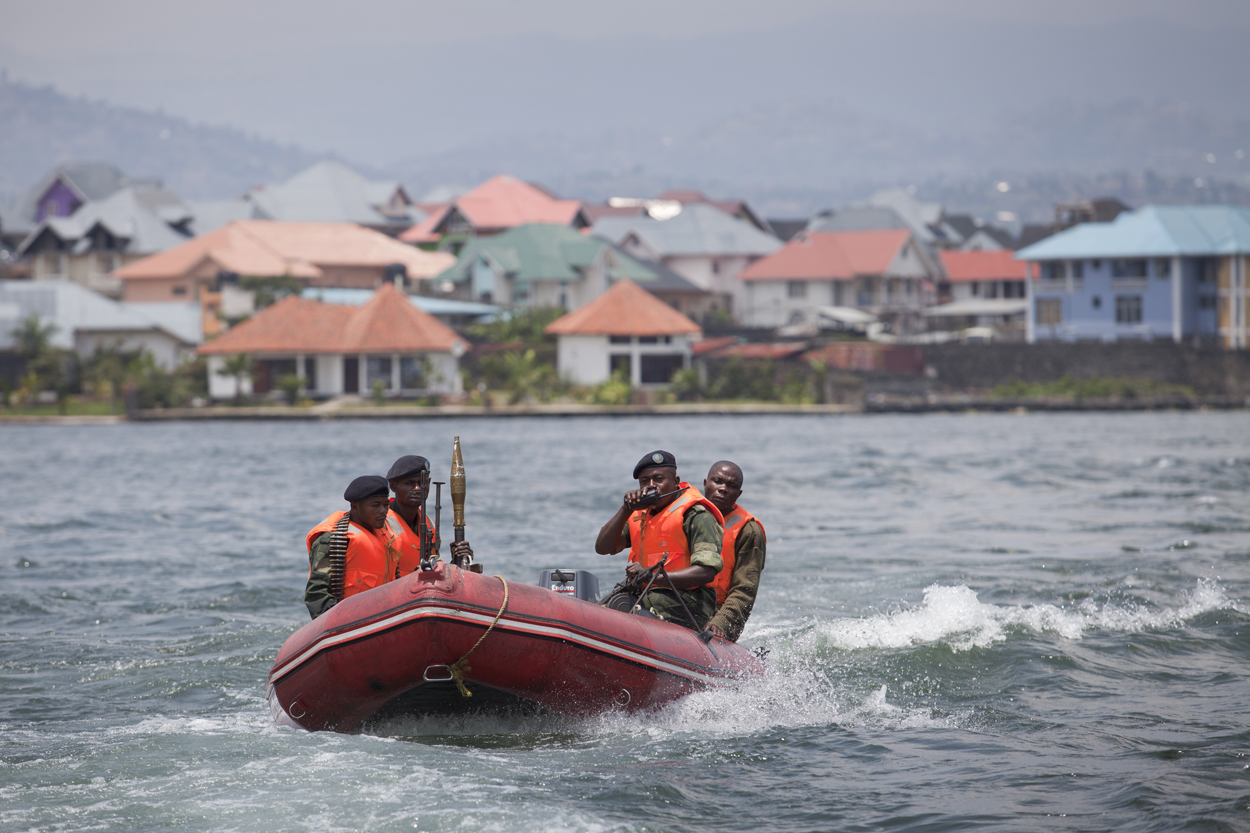
Une patrouille navale des FARDC sur le lac Kivu en 2012.

L'édition 2007 de Jane's Fighting Ships indique que la Marine est organisée en quatre commandements, basés à Matadi, près de la côte; la capitale Kinshasa, plus en amont du fleuve Congo; Kalemie, sur le lac Tanganyika et Goma, sur le lac Kivu.
L'IISS, dans son édition 2007 du Military Balance, confirme les bases répertoriées dans Jane's et ajoute une cinquième base à Boma, ville côtière près de Matadi.
En 2018, il a été rapporté que la Chine avait aidé la RDC à créer une base navale dans la ville portuaire de Banana.
Certaines sources font également référence à des régions navales numérotées. Des opérations de la 1re région navale ont été rapportées à Kalemie, la 4e près de la ville nord de Mbandaka, et la 5e à Goma.
L'IISS répertorie la marine à 1 000 hommes et femmes pour un total de huit patrouilleurs, dont un seul est opérationnel, une canonnière de classe Shanghai II Type 062 désignée «102». Il y a cinq autres 062 ainsi que deux navires d'attaque rapide qui ne sont pas actuellement opérationnels, bien que certains puissent être remis en service dans le futur. Selon Jane's, la marine exploite également des barges et des petites embarcations armées de mitrailleuses. Il a été signalé que la Chine fournissait une assistance militaire à la RDC depuis 2008, notamment en assurant les réparations et l'entretien des canonnières de Shanghai de la marine des FARDC.

### Chefs d'état-major
- Grand-amiral Mavua Mudima (vers 1990) - marine zaïroise
- Amiral Baudouin Liwanga (1998-2003)
- Général de division Dieudonné Amuli Bahigwa (2003–2007)[16]
- Vice-amiral Didier Etumba Longila (2007–2008)  - plus tard chef d'état-major général.
- Vice-amiral Emmanuel Kyabu Kaniki (??? - 2014)  [17] - commandant adjoint de la marine pour les opérations en 2007.
- Vice-amiral Rombault Mbuayama Nsiona (2014-2020)  - ancien commandant de la 6e région militaire[18].
- Vice-amiral Jean-Marie Valentin Matalinguma (depuis le  19 juillet 2020)
- Vice-amiral KUYANDI HEMEDI LUKOMBO Albert (17 octobre 2022 jusqu’à nos jours)

### Formation
La Marine congolaise est composé de 2 écoles de formation situées à Kinshasa  qui sont
- L'école d'application et
- L'école de maistrance

Un centre d'instruction pour fusiliers marins est situé à Irebu